# Phoenix Rising (USL)
Der Phoenix Rising Football Club, kurz Phoenix Rising, ist ein US-amerikanisches Fußball-Franchise der USL Championship aus Phoenix, Arizona.

## Geschichte
Am 13. März 2014 gründete Kyle Eng, Inhaber von Arrowhead Advertising, das Fußball-Franchise Arizona United SC. United übernahm den Platz von Phoenix FC, welche einen Tag zuvor ihren Rücktritt aus der USL Pro beschlossen hatten.

### Erste Saison (2014)
In der sehr kurzen Zeit zwischen Gründung und Saisonstart schaffte es Arizona United eine komplette Mannschaft, Trainerteam und Management aufzustellen. Außerdem wurde ein Stadion und die nötige Infrastruktur gefunden. Die Mannschaft erreicht den 7. Platz in der Regular Season in der Saison 2014. Konnte sich aber nicht für die Play-offs qualifizieren. Mit Michael Dello-Russo wurde ein College-Trainer verpflichtet. Am 12. April 2014 verlor die Mannschaft ihr erstes USL Pro-Spiel gegen Oklahoma City Energy. Eine Woche später konnte United seinen ersten Sieg feiern. Sacramento Republic wurde 2:1 geschlagen. Am Ende der Saison siegte die Mannschaft 4-mal in den letzten fünf Spielen, scheiterte aber dennoch ganz knapp an der Qualifikation für die Play-offs.
Im US Open Cup 2014 traf die Mannschaft in der zweiten Runde auf die Portland Timbers U-23 und besiegten diese mit 3:2. In der dritten Runde konnte der Oklahoma City Energy FC bezwungen werden. Daraufhin traf man in der vierten Runde auf LA Galaxy. Die MLS-Mannschaft siegte hier mit 2:1.

### Saison 2017: Neuer Eigentümer und Name
Am 31. August 2016 verkaufte der bisherige Eigentümer Kyle Eng seine Hauptanteile an dem USL Franchise an Berke Bakay, Vorstandsvorsitzender der Restaurantkette Kona Grill, und David Farca. Farca wurde auch Präsident des Clubs, zog sich aber wenig später zurück. Am 28. November 2016 wurde das Franchise umbenannt in Phoenix Rising FC. Am 25. März 2017 fand das erste Spiel im neugebauten Phoenix Rising FC Soccer Complex statt. Insgesamt sahen 6.890 Menschen das Spiel, welches einen neuen Franchise-Rekord aufstellte. Das erste Spiel im neuen Stadion und unter dem neuen Namen konnte am 8. April 2017 gewonnen werden.
Zur Saison 2017 konnten drei internationale Spieler verpflichtet werden. Der ehemalige mexikanische Nationalspieler Omar Bravo wechselte am 9. Februar 2017 nach Phoenix. Im selben Monat konnte auch Shaun Wright-Phillips verpflichtet werden. Im April wurde mit Didier Drogba der dritte Spieler als Neuzugang vorgestellt. Dieser erhielt auch Eigentümeranteile an dem Franchise.
Die Mannschaft startete mit zwei Niederlagen und zwei Siegen in die Saison. Ende April legte der bisherige Trainer und Director of Soccer Operations Frank Yallop seine Ämter aus persönlichen Gründen nieder. Der bisherige Co-Trainer Rick Schantz übernahm interimsweise. Am 22. Mai 2017 wurde mit dem Franzosen Patrice Carteron ein neuer Trainer präsentiert. Dieser platzierte die Mannschaft in der Western Conference auf Platz 5 und sicherte somit zum ersten Mal in der Geschichte des Franchises den Einzug in die Play-offs. Dort unterlag man allerdings den Swope Park Rangers im Elfmeterschießen.

### Seit 2018
Die Advantage Sports Union Ltd kaufte im Februar 2018 einen Anteil an dem Phoenix Rising FC um seine Absichten in Richtung zur Gründung eines weiteren Major-League-Soccer-Franchise zu untermauern.

## Stadion
- Peoria Sports Complex; Peoria, Arizona (2014; 2016)
- Scottsdale Stadium; Scottsdale, Arizona (2015)
- Casino Arizona Field; Tempe, Arizona (2017–2020)
- Wild Horse Pass Stadium; Chandler, Arizona (2021–2022)
- Phoenix Rising Soccer Stadium; Phoenix, Arizona (seit 2023)

Die Heimspiele wurden in dem Peoria Sports Complex, einem Baseballstadion, ausgetragen. Im Frühjahr ist das Stadion Trainingsstätte der Major League Baseball Mannschaften San Diego Padres und der Seattle Mariners. Des Weiteren wird es von verschiedenen Mannschaften der Arizona League, einer Minor-League-Baseball-Liga, genutzt.
Seit der Saison 2015 wurden die Heimspiele von Arizona United im Scottsdale Stadium ausgetragen. Mit der Saison 2016 kehrte das Team wieder in ihr ursprüngliches Stadium (Peoria Sports Complex) zurück.
Anfang 2017 wurde mit dem Bau des Phoenix Rising FC Soccer Complex begonnen. Dieser Komplex umfasst ein Stadion, welches 6.200 Zuschauer fasst. Das Stadion kann aber bei Bedarf erweitert werden. Hinzu kommen Einrichtungen für Training und Fitness. Am 25. März 2017 wurde der Komplex eröffnet. Am 15. März 2019 wurde das Hauptstadion des Komplexes nach einem Sponsoring-Vertrag zwischen dem Team und einem örtlichen indianischen Casino zum Casino Arizona Field.
Im Jahr 2021 eröffnete der Club das neue Wild Horse Pass Stadium in der Gila River Indian Community, ein Indianerreservat in der Nähe von Chandler.

## Fangruppierungen
Eine Fangruppierung nennt sich La Furia Roja 1881 bzw. The Red Fury 1881. Diese wird organisiert von den American Outlaws, einer Fangruppierung, welche sonst bei Spielen der US-amerikanischen Fußballnationalmannschaft zu finden ist. Das 1881 soll an die Gründung der Stadt Phoenix erinnern. Die La Furia Roja hat bei Heimspielen ihren eigenen Bereich im Scottsdale Stadium.

## Erfolge
- USL Cup 
  - Finale: 2018
- USL Championship Regular Season
  - Sieger: 2019

## Saisonstatistik
| Jahr              | Ligenstufe | Liga    | Regular Season     | Play-offs                | U.S. Open Cup | Zuschauerschnitt |
| ----------------- | ---------- | ------- | ------------------ | ------------------------ | ------------- | ---------------- |
| Arizona United SC |            |         |                    |                          |               |                  |
| 2014              | 3          | USL Pro | 9. Platz           | nicht qualifiziert       | 4. Runde      | 2.395            |
| 2015              | 3          | USL Pro | 10. Platz, Western | nicht qualifiziert       | 2. Runde      | 3.304            |
| 2016              | 3          | USL     | 13. Platz, Western | nicht qualifiziert       | 3. Runde      | 1.470            |
| Phoenix Rising FC |            |         |                    |                          |               |                  |
| 2017              | 3          | USL     | 5. Platz, Western  | Conference Viertelfinale | 3. Runde      | 6.127            |
| 2018              | 3          | USL     | 3. Platz, Western  | USL Championship Finale  | 2. Runde      |                  |
| 2019              | 2          | USLC    | 1. Platz, Western  | Conference Halbfinale    | 2. Runde      |                  |
| 2020              | 2          | USLC    | 2. Platz, Western  | Conference Finale        | Corona        |                  |
| 2021              | 2          | USLC    | 1. Platz, Western  | Conference Viertelfinale | Corona        |                  |
| 2022              | 2          | USLC    | 10. Platz Western  | -                        | 16tel Finale  |                  |
| 2023              | 2          | USLC    | 6. Platz Western   | Sieger                   | 3. Runde      |                  |